# Sea Dogs

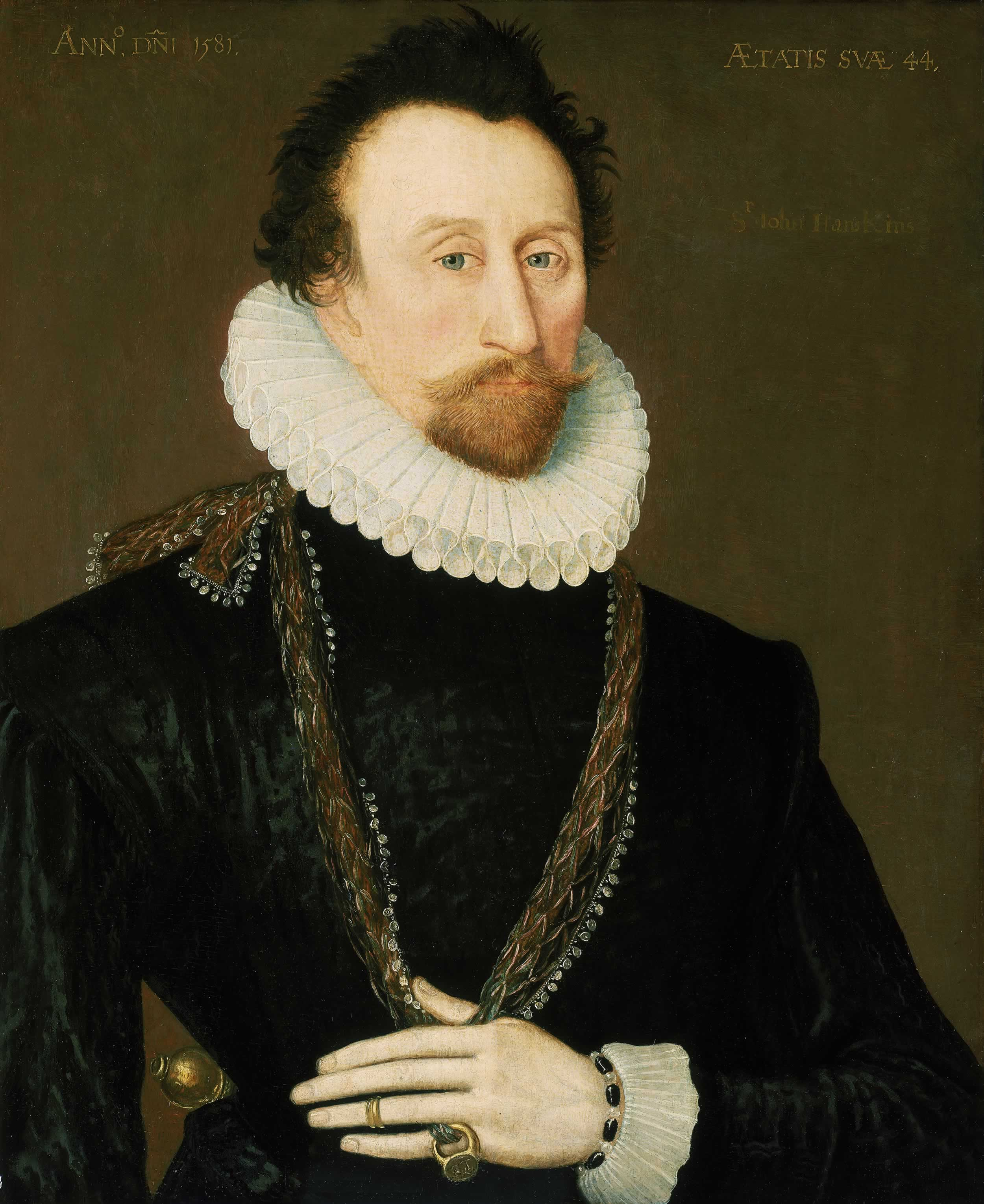
John Hawkins, comandante dei Sea Dog negli anni 1560.

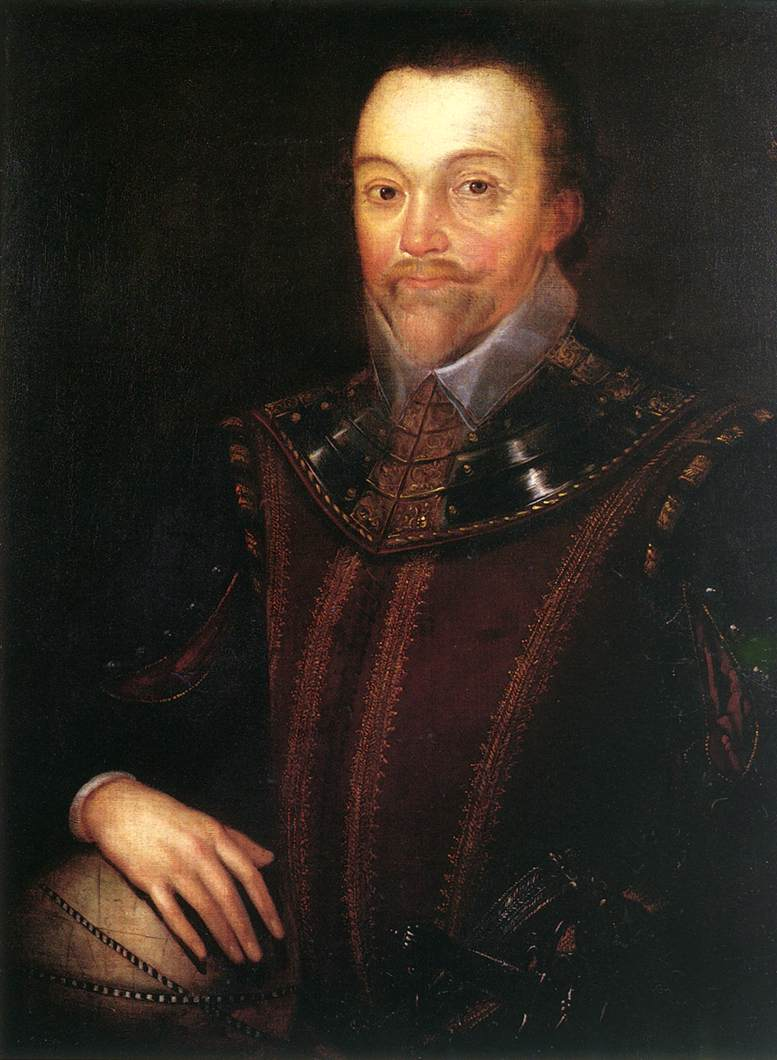
Francis Drake, ritratto da Marcus Gheeraerts il Giovane.

I Sea Dogs ("Cani del Mare"), anche noti come Corsari elisabettiani, erano i corsari della regina Elisabetta I d'Inghilterra, dediti alla pirateria (principalmente in chiave anti-spagnola) e alla tratta degli schiavi.
I Sea Dogs erano essenzialmente un gruppo della Royal Navy autorizzato da Elisabetta ad attaccare la flotta spagnola e saccheggiarne le navi per riportare in madrepatria ricchezze e tesori. Ogni Sea Dog era latore d'una lettera di corsa della sovrana che rendeva legale il saccheggio delle navi spagnole ai sensi della legge inglese nonostante una guerra tra Regno d'Inghilterra e Regno di Spagna non fosse ancora stata dichiarata. Il gruppo venne istituito negli anni '60 del XVI secolo come risposta al crescente potere marittimo delle potenze ispaniche e si rivelò un successo: pur con un numero ridotto di navi e di uomini, se paragonato alla vastità delle flotte spagnole (e portoghesi dopo la c.d. "Unione iberica"), i Sea Dogs portarono grandi benefici al governo elisabettiano, venendo poi efficacemente utilizzati durante la guerra anglo-spagnola (1585-1604), giocando un ruolo di primo piano nella sconfitta della c.d. "Invincibile Armata".
Firmata la pace con la Spagna nel 1604, l'Inghilterra, ormai retta da Giacomo Stuart, licenziò i Sea Dogs. Molti capitani, a questo punto, risolsero di rivendersi come pirati al soldo degli Stati barbareschi, continuando ad operare nei Caraibi o nel Mar Mediterraneo (v. Pirateria anglo-turca).

## Etimologia
L'etimo di lingua inglese "sea dog" ha la medesima valenza dell'italiano "lupo di mare": un marinaio di lungo corso esperto nel mestiere che pratica.

## Storia

### Origini
In piena contraddizione al Trattato di Tordesillas, il capitano inglese John Hawkins di Plymouth, con il tacito assenso della regina Elisabetta I d'Inghilterra, contrabbandò nei Caraibi schiavi per oro, argento, perle e zucchero nel 1562-63 e nel 1564-65, con il benestare delle autorità coloniali spagnole. Nel 1568, la terza spedizione di Hawkins venne intercettata da un convoglio militare spagnolo e decimata a San Juan de Ulúa (solo 70-80 uomini della spedizione originaria tornarono in patria) ma l'espediente convinse la regina a incoraggiare una "marina supplementare" che le permettesse di approfittare, nell'ombra, delle razzie ai danni del Regno di Spagna. La Corona inglese staccò pertanto numerose lettere di corsa a partire dagli anni '60 del Cinquecento e diversi membri della Corte si fecero patroni dei corsari, in primis il favorito di Elisabetta, Robert Dudley, I conte di Leicester, finanziatore sia di Hawkins sia di Drake.
 
L'interesse politico alle spalle dell'operato elisabettiano si mescolò da subito, cosa affatto inusuale nell'Europa delle guerre di religione, ad interessi di natura religiosa facendo della pirateria anti-spagnola una pirateria anti-cattolica com'era d'altronde già successo nel decennio precedente quando i transfughi inglesi fuggiti in Francia dalla restaurazione cattolica di Maria Tudor fattisi corsari con lettere di marca di Enrico II di Francia. 
L'Inghilterra, tra il 1569 ed il 1572, aprì inoltre i suoi porti ai Watergeuzen ("Pezzenti del mare"), i corsari delle Province Unite, divenendo una sorta di porto-franco della guerra di corsa protestante contro il predominio degli Asburgo cattolici.
Negli anni '70 del Cinquecento, diversi Sea Dogs servirono come ufficiali di fanteria o di marina nelle Rivolte dei Desmond, durante la fase elisabettiana della riconquista Tudor dell'Irlanda: Drake comandò l'assalto all'isola Rathlin (terminato in un massacro), mentre Raleigh fece lo stesso all'Assedio di Smerwick (ottenendo poi concessioni su diverse aree del Munster).

Nel frattempo, Hawkins, nominato tesoriere della marina nel 1577, iniziò a dirottare fondi per costruzione di navi sempre più moderne ed adeguate in supporto alle operazioni dei suoi compagni.
Nel 1580, Filippo II di Spagna annetté il Regno del Portogallo ai suoi domini, creando la c.d. "Unione iberica". Come conseguenza, il trattato anglo-portoghese vigente dal 1373 decadde ed i Sea Dogs furono autorizzati ad attaccare anche i porti e le navi portoghesi.

### La guerra con la Spagna
La guerra ufficiale contro l'Unione iberica scoppiò nel 1585, quando Elisabetta entrò nella guerra degli ottant'anni dalla parte dei protestanti olandesi delle Province Unite di Guglielmo il Taciturno, contro gli Asburgo (v. Trattato di Nonsuch). Dudley venne inviato agli olandesi quale loro governatore generale mentre Drake salpò per le Indie Occidentali ove saccheggiò Santo Domingo, Cartagena (Colombia) e St. Augustine (Florida). Filippo II progettò l'invasione dell'Inghilterra ma nell'aprile 1587 Drake bruciò 37 vascelli spagnoli dell'Armada in allestimento a Cadice.
Nel 1589 Drake fu messo al comando delle navi che doveva distruggere la nuova Armada spagnola nell'Atlantico ma l'operazione fallì miseramente, a grave danno economico della Regina che figurava quale principale finanziatore della spedizione. Memori della batosta del 1588, gli spagnoli stavano infatti modernizzando la loro flotta con nuove navi, tra cui degli enormi galeoni chiamati i "Dodici Apostoli", e ricorrendo in modo più accurato allo spionaggio.

Andò meglio alla forza d'invasione delle Azzorre del Conte di Cumberland che, tra agosto e settembre, catturò ben tredici navi portoghesi e spagnole e tornò in patria con un ricco bottino.
Nel 1591 un nuovo attacco contro la flotta del tesoro presso le Azzorre si concluse con una sconfitta degli inglesi e la morte del Sea Dog Grenville nella Battaglia di Flores (1591).
Sia Drake sia Hawkins morirono nel corso di una spedizione contro Porto Rico, Panama ed altri obiettivi nell'America Centrale fra il 1595 ed il 1596 (v. Battaglia di San Juan (1595)). La spedizione determinò un grave regresso nella posizione militare inglese poiché furono perse molte navi e molti soldati.

### Epilogo
Nel 1604, al termine della guerra con la Spagna, i Sea Dogs si trovarono senza lavoro: il nuovo re, Giacomo Stuart, li aveva licenziati nel giugno 1603. Alcuni capitani, decisi a non rinunciare ai proventi che la razzia delle navi ispano-portoghesi garantiva loro, risolsero di trovare un nuovo padrone e si avvicinarono al sultano ottomano per tramite della sua longa manus marittima, i corsari degli Stati barbareschi. Nel generale contesto delle guerre di religioni che avevano scatenato cattolici e protestanti gli uni contro gli altri dal secolo precedente, i pirati europei rinnegati accettarono di fare di qualsiasi nave cattolica un nemico. Entro il 1610, il numero di pirati inglesi rinnegati era salito tanto da essere ormai oggetto di motteggi e Re Giacomo arrivò a promettere il perdono a coloro che si fossero pentiti.

## Le navi

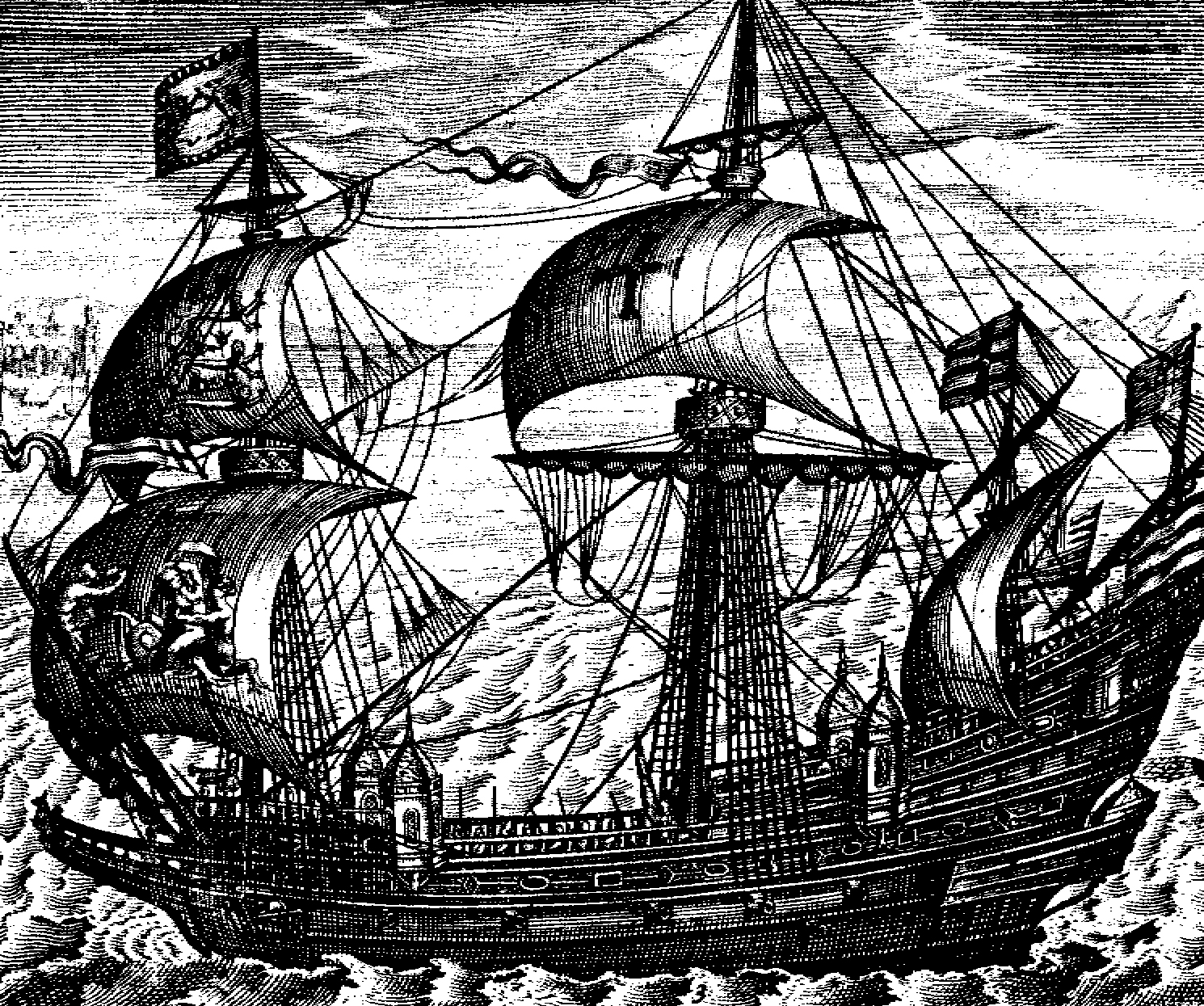
Il galeone da corsa Ark Royal, l'Ammiraglia inglese nella Battaglia di Gravelinga - incisione di Claes Jansz Visscher.

I legni utilizzati dai Sea Dogs erano navigli di buona (se non ottima) qualità, costruiti o acquistati grazie alla generosità degli armatori che foraggiavano i capitani. Si trattava cioè di vere e proprie navi da guerra e non di legni di fortuna, riadattati alla pirateria come invece sarebbe avvenuto nel XVII secolo nei Caraibi.
Appositamente costruiti per i corsari elisabettiani furono i galeoni della classe c.d. "da corsa" (en. Race-built galleon), con un numero ridotto di ponti, castelli più bassi, una linea più lunga, snella ed agile. La prima nave di questo tipo fu la Foresight del maestro-carpentiere Richard Chapman, seguita dalla Dreadnought, dalla Golden Hind (305 t; 22 cannoni), dalla Revenge (440 t; 46 cannoni) e numerose altre, sino all'Ammiraglia della flotta che sbaragliò l'Invincibile Armata, la Ark Royal.
Certamente contribuì molto a questo sviluppo della carpenteria britannica la nomina di Hawkins (già socio di Chapman al varo della Foresight) alla tesoreria della marina, cosa che garantì un afflusso di capitale statale nel comparto. Il contributo di Hawkins non si limitò però solo all'ammodernamento dei legni.

## CelebriSea Dogs
- Sir John Hawkins (1532–1595) fu il leader dei Sea Dogs nella decade 1560[27]. Nato in una famiglia di armatori del Devonshire, Hawkins inizialmente navigò con il padre come mercante e nel 1562 divenne "il primo commerciante di schiavi d'Inghilterra": con una flotta di tre navi capitanante dalla "Jesus of Lübeck", catturò 400 africani dalla Guinea e li vendette nelle Indie occidentali. In cinque anni e tre viaggi dall'Africa (fond. Sierra Leone e Guinea) all'America, si stima vendette agli spagnoli 1.200–1.400 schiavi africani. Elisabetta I gli riconobbe il titolo di cavaliere ed uno stemma con uno schiavo incatenato.[7] Divenne poi (1577) tesoriere della Royal Navy[20] ed iniziò a promuovere massivamente la costruzione dei navigli da lui appositamente sviluppati per la guerra di corsa, i "galeoni da corsa".
- Sir Francis Drake (1540–1596), cugino di John Hawkins, fu probabilmente il più importante e famoso dei Sea Dogs[27]. In seguito all'attacco di Cadice e alle sue imprese nel Mare Caraibico spagnolo, si guadagnò il soprannome di El Draque (it. "il Dragone"). Fu il primo inglese a circumnavigare il globo, dal 1577 al 1580, e fu insignito del titolo di cavaliere al suo ritorno dalla regina Elisabetta I. Drake fu il comandante in seconda della flotta inglese che sconfisse l'Invincibile Armata nel 1588.
- Sir Walter Raleigh (1552–1618), fu un altro importante esponente dei Sea Dogs[27]. Favorito di Elisabetta I, al suo servizio scoprì le coste dell'America settentrionale nel 1584 (quella che ribattezzò Virginia e di cui fu primo governatore). Salito al trono Giacomo I, cadde in disgrazia e infine fu decapitato. Fu una delle personalità maggiori dell'epoca elisabettiana e il principale iniziatore dell'espansione coloniale inglese.

Altri famosi Sea Dogs furono Richard Grenville, Thomas Cavendish, Humphrey Gilbert e Martin Frobisher.

### Fonti
- Richard Hakluyt, The Principal Navigations, Voyages, Traffiques, and Discoveries of the English Nation, Edimburgo, E. & G. Goldsmid, 1890  [1589].

### Studi
- (EN) Andrews KR, Elizabethan Privateering: English Privateering During the Spanish War, 1585-1603, Cambridge University Press, 1964.
- (EN) Andrews KR, Trade, Plunder and Settlement: Maritime Enterprise and the Genesis of the British Empire, 1480-1630, Cambridge University Press, 1984.
- (EN) Dean JS, Tropics Bound: Elizabeth's Sea Dogs on the Spanish Main, Stroud, Gloucestershire, England, The History Press, 2010, ISBN 978-0-7524-5096-4.
- (EN) Dudley WG, Elizabeth's Sea Dogs, in Military History, vol. 30, n. 4, 2013,  pp. 56-63.
- (EN) Gosse P, Storia della pirateria, Bologna, Odoya, 2008.
- (EN) Harris JG, Sick economies: drama, mercantilism, and disease in Shakespeare's England.
- (EN) Konstam A, Elizabethan Sea Dogs 1560–1605, Osprey Publishing, 2000.
- (EN) Loades DM, The Making of the Elizabethan Navy, 1540–1590: From the Solent to the Armada, Boydell Press, 2009.
- (EN) Martin C, Gun Ships and Sea Dogs, in British Heritage, vol. 23, n. 4, 2002,  p. 34.